# Cteniza moggridgei
Cteniza moggridgei är en spindelart som beskrevs av O. Pickard-Cambridge 1874. Cteniza moggridgei ingår i släktet Cteniza och familjen Ctenizidae. Inga underarter finns listade i Catalogue of Life.